# Liu Xuan (Turnerin)
Liu Xuan (chin. 刘璇; * 12. März 1979 in Changsha) ist eine ehemalige chinesische Kunstturnerin. 
Im Alter von 17 Jahren nahm sie in Atlanta erstmals an Olympischen Sommerspielen teil. Mit der chinesischen Mannschaft wurde sie Vierte im Mehrkampf. In den Einzelwettkämpfen konnte sie sich für kein Finale qualifizieren. 
Vier Jahre später nahm sie an den Olympischen Spielen in Sydney teil und wurde Olympiasiegerin am Schwebebalken. Zwei Bronzemedaillen konnte sie im Mehrkampf gewinnen sowohl mit der Mannschaft als auch im Einzelwettkampf. Die Bronzemedaille im Einzelwettkampf erbte sie, nachdem die rumänische Olympiasiegerin Andreea Răducan disqualifiziert wurde, weil sie ein nicht zugelassenes Erkältungsmittel benutzt hatte. 
Im April 2010 musste Liu ihre im Jahr 2000 gewonnene Mannschafts-Bronzemedaille zurückgeben, da ihre Teamkollegin Dong Fangxiao damals erst 14 Jahre alt gewesen war und somit zwei Jahre unter dem Mindestalter lag; das IOC setzte daraufhin das Team der USA auf den dritten Platz.